# Benjamin Constant
För andra betydelser, se Benjamin Constant (olika betydelser).
Henri-Benjamin Constant de Rebecque, född 25 oktober 1767 i Lausanne, död 8 december 1830 i Paris, var en politisk teoretiker, författare och politiker i Frankrike.

## Biografi
Benjamin Constant föddes i Schweiz som ättling till hugenotter och fick privatundervisning i hemmet, innan han inskrevs vid universitetet i Erlangen och universitetet i Edinburgh. Fortsättningsvis skulle han tillbringa större delar av sitt liv i Frankrike, Schweiz, Tyskland, och Storbritannien.
Germaine de Staël och han hade en intim relation, och deras intellektuella samarbete gjorde dem till de mest inflytelserika kompanjonerna under deras samtid. Han var engagerad i den franska politiken som publicist och politiker under den sista fasen av franska revolutionen och 1815-1830. Under perioder under den senare tiden satt han i Franska nationalförsamlingen, där han verkade som en elokvent talare samt ledare av den vänsterliberala oppositionen.

## Verk
Som klassisk liberal författare, snarare i den anglosaxiska än frankofona traditionen, hämtade han inspiration från England i stället för från Romarriket till sin idé om en funktionell modell för demokrati i ett samhälle som styrs av sitt näringsliv. Han ställde upp en distinktion mellan ”den antika demokratin” och ”den moderna demokratin”, som ofta anförs. Den antika demokratin förstod han som en republikansk demokrati med deltagarinflytande i vilken medborgare medgavs rätt att direkt påverka politiska beslut genom debatter och val, se direkt demokrati. För att främja detta deltagande hade medborgarna en moralisk förpliktelse att avsätta den tid och energi som krävdes. Generellt sett förutsatte den antika demokratin en samhällsstruktur med en underklass av slavar som utförde mycket av det produktionsinriktade arbetet, så att medborgarna gavs möjlighet att överlägga om politiska spörsmål. Den antika demokratin var vidare begränsad till relativt små och homogena samhällen, som utan problem kunde samlas på en plats för dryftandet av politik.
Den moderna demokratin var som kontrast baserad på att uppnå civila rättigheter, att landet skulle byggas på lag, och individernas frihet från för mycket ingripande av staten. Direktinflytandet måste vara begränsat som en nödvändig konsekvens av storleken på moderna stater, men även en ofrånkomlig följd av en samhällsstruktur där praktiskt taget samtliga måste utföra arbete för att ha råd att leva. I stället skulle demokratin manifesteras genom val av representanter, som å sina väljares vägnar skulle överlägga i parlamentet så att medborgarna skulle vara fria från att deltaga i den politiska vardagen.
Constant menade till och med att det moderna näringslivet skulle få slut på  krigandet. Han angrep Napoleon I:s stridsvilja genom att kalla den illiberal och otillbörlig i ett modernt samhälle som byggde på en social organisation med näringsliv. I antikens demokratier tenderade krig att vara vanliga, medan en stat som byggde på den moderna demokratins principer borde leva i fred med andra fredliga nationer.
Distinktionen mellan antikens och den moderna demokratin är betydelsefull på flera sätt. Först för att Frankrike hade försökt återskapa den antika demokratin under revolutionen genom att upprätta institutioner och organ efter en romersk modell. De hade skjutit sig i foten och lämnat tyglarna till Napoleons personliga styre, ansåg Constant och trodde att om demokratin skulle kunna räddas från händelseutvecklingen i revolutionens kölvatten, måste efterbildningen av den antika demokratin upphöra till förmån för en praktisk och funktionell modern demokrati. England hade sedan revolutionen 1688 kunnat kombinera modern demokrati med monarki på ett förnämligt sätt, ansåg Constant, och drog därför slutsatsen att monarki var ett lämpligare styrelseskick för att bevara den moderna demokratin. Acte Additional från 1815 som omvandlade Napoleons styre till en konstitutionell monarki, var Constant delaktig i att utforma. Trots att den tillkom strax före Napoleons fall, har den haft fortsatt betydelse för att teckna upp en möjlig kompromiss mellan demokratin och monarkin. I själva verket kan den franska konstitutionen från 1830 ses som ett förverkligande av flera av Constants idéer: ett arvrike med parlament och regering med den verkställande makten fördelad hos de olika ministrarna. Constant blir ofta förbisedd på grund av sina anglosaxiska sympatier, men likväl bidrog han på ett väsentligt om än indirekt sätt till den franska konstitutionella traditionen.
För det andra utvecklade Constant en ny teori om konstitutionell monarki, i vilken monarkin var tänkt att fungera som en oberoende kraft som skulle balansera, beskydda och kontrollera de andra krafterna: de lagstiftande, dömande och de verkställande makten. Detta var en vidareutveckling av William Blackstones teori som fanns i den engelsktalande världen, där monarken var den verkställande maktens överhuvud. I Constans modell tillföll kabinettet den verkställande makten vilken var utsedd av kungen men ansvarade inför parlamentet, och kungen var statens överhuvud. Genom att åstadkomma denna klara distinktion mellan kungens och kabinettets befogenheter återkopplade Constant till den tradition som fanns i England sedan lång tid tillbaka: att ministrarna och inte kungen var ansvariga – och att kungen därför härskade utan att bestämma. Detta hade betydelse för den franska konstitutionen och annorstädes. Det bör dock framhållas att kungen inte var maktlös i Constants modell: kungen gavs flera befogenheter, inbegripet att göra juridiska uttalanden, att upplösa regeringen och tillkalla till nytt val, att utse adelsmän, och avskeda ministrar – men han kunde inte regera, författa lagar, eller styra förvaltningen eftersom detta var regeringens uppgift.
Det kan tilläggas att detta system bokstavligen realiserades i Portugal 1822 och Brasilien 1824, där monarken gavs en modererande roll snarare än verkställande makt. På andra ställen, till exempel Sardinien 1848 som påverkade utformningen av Italien 1861, var den verkställande makten förlagd till monarken men kunde bara utföras av ministrarna.
Andra engagemang som Constant åtog sig var till exempel ”en ny slags federalism” – ett allvarligt försök att decentralisera Frankrikes regering genom att fördela vissa uppgifter till lokala och regionala enheter. Detta förslag antogs 1831 när folkvalda lokala församlingar etablerades.
Constants skrifter om antikens demokrati har dominerat förståelsen av hans skrifter. Constant var inte en förespråkare av radikal libertarianism. Hans mera skönlitterära skrifter, huvudsakligen Adolphe, och hans skrifter inom religion gav emfas åt vikten av självuppoffring och de mänskliga känslornas värme som det sociala livets grundval. Samtidigt som han pläderade för individuell frihet som fundamental för individens moraliska utveckling och som vad som utmärkte det moderna samhället, ansåg han att egoism och egenintresse var otillräckliga om de ingick i definitioner av personlig frihet. Känslomässig äkthet och gemenskap var vad som var det avgörande. I detta var han starkt påverkad av den etik som framförts av Rousseau och Immanuel Kant.

### Statsvetenskapliga och politiska texter
- Principes de politique applicables à tous les gouvernements représentatifs(1815)
- Cours de politique constitutionnelle (1818-1820)
- "De la liberté des Anciens comparée à celle des Modernes" (1819)
- De la religion considérée dans sa source, ses formes et son développement (1824-1830)
- Mélanges de littérature et de politique (1829)
- Du polythéisme romain considéré dans ses rapports avec la philosophie grecque et la religion chrétienne (1833)

### Romaner
- Le Cahier rouge (1807)
- Adolphe (1816)
- Cécile (1851, postumt utgiven)

Svenska översättningar
- Om eröfrings-systemet och om usurpationen uti deras samband med odlingen i Europa (översättning Lars August Mannerheim, Stockholm, 1818)
- Appell till de christna folken för grekerna (Stockholm, 1825)
- Adolphe (översättning Carl Ivar Sandström, Natur och kultur, 1944) (översättning Cecilia Huldt, Atlantis, 2002)